# Zajęcznik (Isergebirge)
Der Zajęcznik (deutsch: Hasenstein, auch Hasenberg; schlesisch Hoasasteen) ist ein 595 m hoher Berg im schlesischen Teil des Isergebirges in Polen. Der Zajęcznik liegt im Westen des Hohen Iserkamms in der Gemeinde Świeradów-Zdrój unterhalb des Stóg Izerski. 

## Beschreibung
Der Gipfel ist fast vollständig mit Nadelwald bewachsen. Einige km vom Gipfel verläuft die polnisch-tschechische Grenze. Der Bergrücken trennt Świeradów-Zdrój von Czerniawa-Zdrój. An seinen Hängen befindet sich ein ehemaliger Steinbruch oberhalb des Ortes Orłowice.
Auf den Gipfel führt ein grün markierter Wanderweg von Świeradów-Zdrój nach Czerniawa-Zdrój sowie ein nicht markierter Wanderweg von dem nahen Parkplatz und Aussichtsturm auf der Młynica.
Unterhalb des Gipfels verläuft die Straße von Pobiedna nach Świeradów-Zdrój.